# SPYDER 地対空ミサイルシステム
SPYDER (Surface-to-air PYthon and DERby)は、イスラエルで開発された地対空ミサイルシステムの名称である。

## 概要
SPYDER地対空ミサイルシステムは、イスラエルのラファエル・アドバンスド・ディフェンス・システムズ社およびイスラエル・エアロスペース・インダストリーズ社（IAI社）によって開発された、短距離および中距離の地対空ミサイルシステムである。SPYDERは、Surface-to-air PYthon and DERby の文字を繋げた語で、その名が示す様に、ラファエル社で開発された航空機搭載用の空対空ミサイルである、パイソン5（短距離用）およびダービー（中距離用）を、地上発射式の地対空ミサイルとして運用するという構想の兵器である。SPYDERの主開発企業はラファエル社で、IAI社がこれに協力した。SPYDERは2005年に行われたテストでテスト用の標的にミサイルを命中させる事に成功し、これ以降、世界各国の防衛・安全保障展示会（兵器見本市）に出展されている。
SPYDERは、低高度で侵攻してくる航空機、ヘリコプター、UAV、ミサイル、誘導爆弾などに対し即応して迎撃を行う防空兵器として開発されており、固定式あるいは自走式としての運用が可能である。自走式の場合、タトラ社製トラック、メルセデス・ベンツ・アクトロストラック、MAN社製TGSトラック、スカニア社製Pシリーズトラック、東風汽車公司製トラックなど、民生品の非装甲トラックを改造しての搭載・運用が可能となっている。また、SPYDERの発射機は、航空機搭載型のパイソン5、ダービー空対空ミサイルをそのまま使用可能である。
SPYDERには2種類のバージョンがあり、それぞれSPYDER-SR（short range、短距離型）、SPYDER-MR（medium range、中距離型）と呼称される。いずれのバージョンも即応可能、全天候対応、ネットワーク情報共有、4連装のランチャー装備、自走式、といった特徴は同じである。SPYDER地対空ミサイルシステムの標準的な構成としては、1台の指揮車両に対して6台のミサイルランチャー装備車両、および1台のミサイル弾頭運搬・再装填車両、といったものになる。
SPYDER-SRにはエルタ社製EL/M-2106 ATARレーダーが使用され、SPYDER-MRには同じエルタ社のEL/M-2084 MMRレーダーが使用される。後者のレーダーは、イスラエル軍で運用されている"アイアンドーム"ミサイル防空システムと同じ物である。SPYDER-SRの対応高度は9km、有効射程は15kmであり、SPYDER-MRの対応高度は16km、有効射程は35kmである。
SPYDERはインド、シンガポールに導入されたほか、グルジア軍でも使用され、2008年の南オセチア紛争に投入された。開発国のイスラエルでは運用されていなかったが、2023年に始まったハマスおよびヒズボラとの紛争による緊急の運用ニーズにより、イスラエル航空宇宙軍の防空部隊に配備された。

## 使用国
チェコ
チェコ空軍 - 第25対空ミサイル連隊が装備する2K12の後継として、2026年に導入予定。
 ジョージア
ジョージア陸軍 - 2024年時点で、SPYDER-SRを保有。
 インド
インド空軍 - 2024年時点で、SPYDER-SRを保有。
 イスラエル
イスラエル航空宇宙軍
 ペルー
 フィリピン
フィリピン空軍 - 2024年11月時点で、3個発射隊分のSPYDERを保有。
 シンガポール
シンガポール空軍 - 2023年時点で、SPYDER-SRを保有。

## 参考記事
- ラファエル社のプレスリリース記事、2004年
- ラファエル社のプレスリリース記事、2005年